# Cristóbal Martínez Corrés
Cristóbal Martínez Corrés (L'Havana, Cuba, 1822 - Gènova, Itàlia, 1842) fou un pianista i compositor cubà.
Quan Cristóbal contava deu anys, els seus pares es traslladaren a Europa, i començà els estudis de piano a Bordeus i més tard a París. Allà va compondre diverses peces i romances, una missa, i va escriure la música per a l'òpera bufa El diabló contrabandista, que s'estrenà en el teatre de l'Opéra-comique. Després es traslladà a Gènova on es donà conèixer com a notable pianista, va compondre una altra missa, un septuor, diverses romances i l'òpera bufa Don Papavero, estrenada en el teatre de l'Òpera de Torí. Entrà en tractes per escriure una òpera seriosa per a La Scala de Milà, però l'excessiva labor i el continu estudi el portaren al sepulcre quan amb prou feines comptava vint anys.